# Sông Sangke

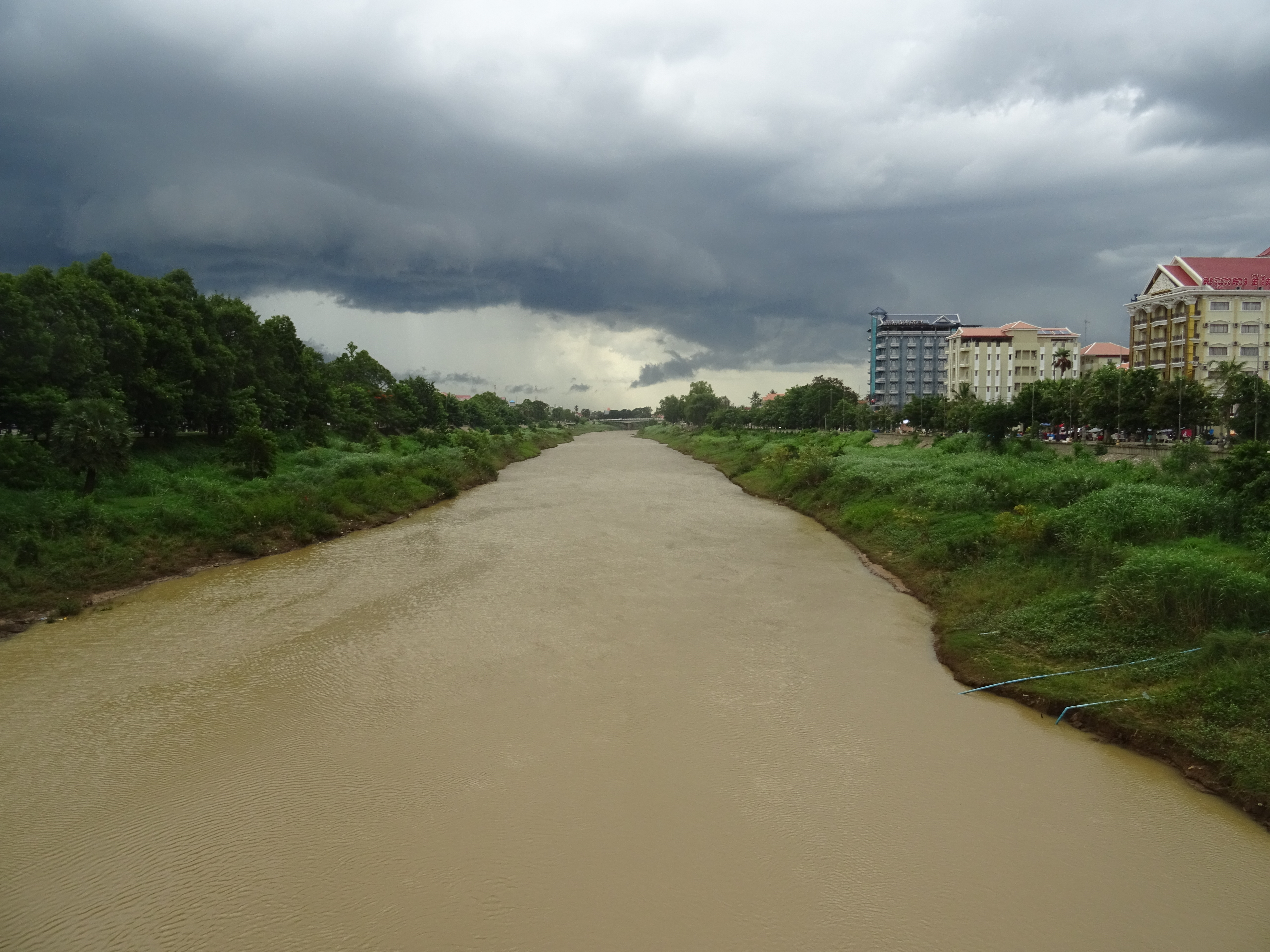
Sông Sangke đoạn chảy qua thành phố Battambang

Sông Sangke (tiếng Khmer: ស្ទឹងសង្កែ, Stung Sangke) là một con sông ở tỉnh Battambang miền tây Campuchia. Sông này chảy vào hồ Tonlé Sap. Sông này chảy qua thủ phủ tỉnh Battambang.
Sông Sangker có chiều dài khoảng 250 km (160 mi). Nó chảy qua 6 huyện và 27 xã thuộc tỉnh Battambang trước khi đổ vào hồ Tonlé Sap. Độ sâu trung bình của dòng sông, dựa trên số liệu thô do Cục Tài nguyên nước của Battambang (2013) cung cấp, là vào mùa khô 2,35 mét (7.7 ft) và trong mùa mưa 6.79 m (22.3 ft).